# Верхнетелелюйский сельсовет
Верхнетелелюйский сельсовет — сельское поселение в Грязинском районе Липецкой области Российской Федерации.
Административный центр — село Верхний Телелюй.

## История
Статус и границы сельского поселения установлены Законом Липецкой области от 23 сентября 2004 года № 126-ОЗ «Об установлении границ муниципальных образований Липецкой области»

## Население
| 2010 | 2012 | 2013 | 2014 | 2015 | 2016 | 2017 |
| ---- | ---- | ---- | ---- | ---- | ---- | ---- |
| 838  | ↗870 | ↗900 | ↗925 | ↗935 | ↗951 | ↘922 |
| 2018 | 2021 |      |      |      |      |      |
| ↘907 | ↘883 |      |      |      |      |      |

## Состав сельского поселения
| № | Населённый пункт | Тип населённого пункта       | Население |
| - | ---------------- | ---------------------------- | --------- |
| 1 | Александровка    | деревня                      | →2        |
| 2 | Березовка        | деревня                      | ↘46       |
| 3 | Верхний Телелюй  | село, административный центр | ↗798      |
| 4 | Виноградовка     | деревня                      | ↗57       |